# 電子掃描陣列雷達

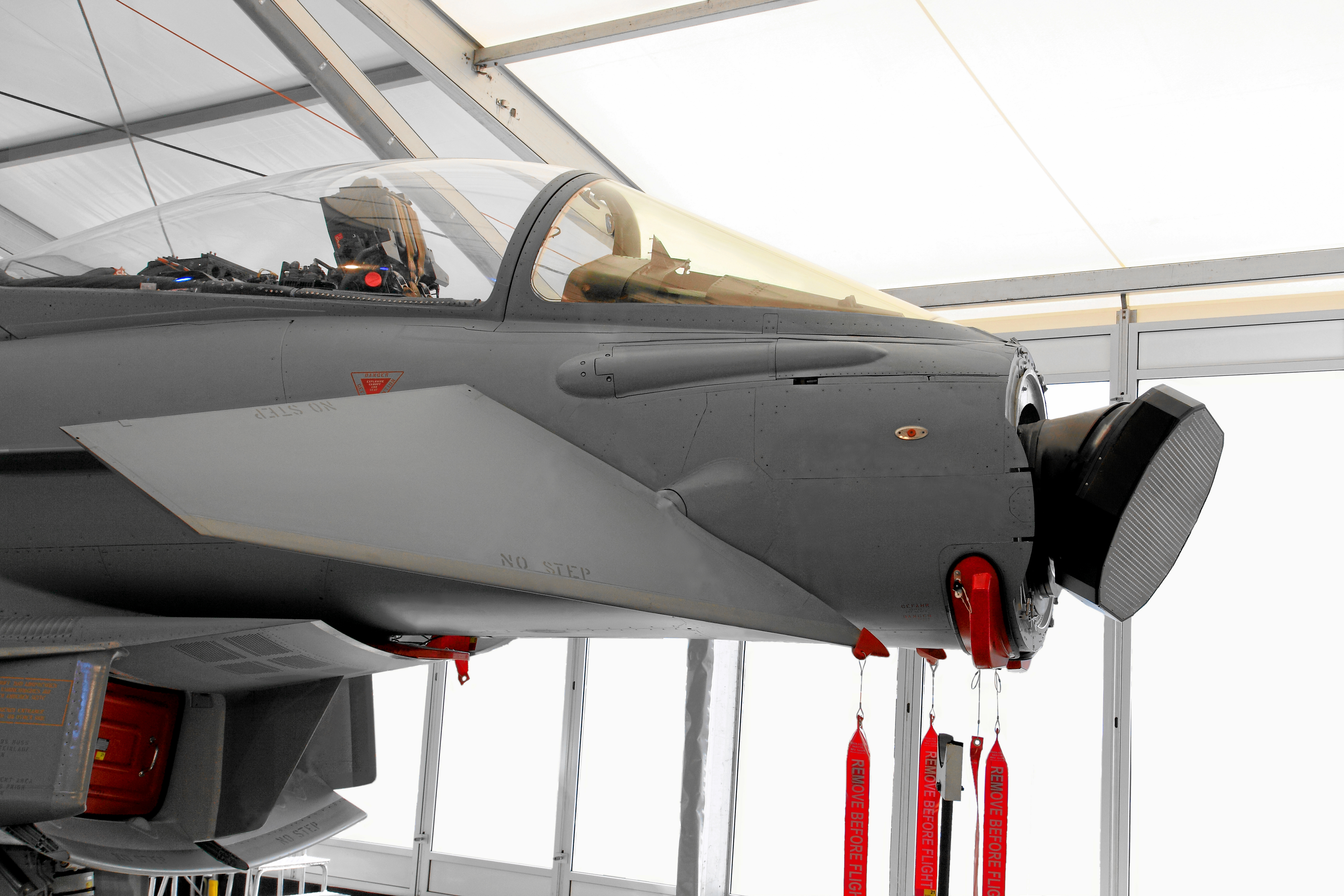
歐洲颱風戰鬥機機頭的電子掃描陣列雷達

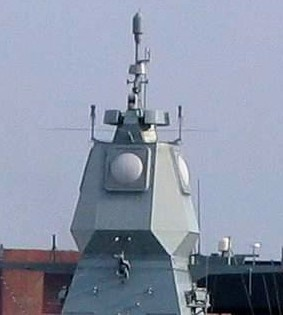
薩克森級巡防艦上的相位陣列雷達

電子掃描陣列雷達（英語：electronically scanned array radar），是指一類藉由改變天線表面陣列所發出波束（wave beam）的合成方式，來改變波束掃描方向的雷達。這種設計有別於機械掃描的雷達天線，可以減少或完全避免使用機械馬達驅動雷達天線便可達到涵蓋較大偵測範圍的目的。当然，这不是說電子掃描雷达就不能采用机械转动的方式来增大扫描范围，事实上采用机械转动電子掃描雷达基座的方式可以进一步增大雷达波所能覆盖的范围，比如英国45型等防空驱逐舰装备双面或单面電子掃描陣列雷达（而不是如美国神盾舰上的四面阵），这就使它们不得不采用旋转阵面的方式来覆盖360度圆周，是「電子掃描」+「机械转动」结合的典型实例。
目前使用的電子掃描方式包括改變頻率或者是改變相位的方式，將合成的波束發射的方向加以變化。電子掃描的優點包含掃描速率高，改變波束方向的速率快，對於目標訊號測量的精確度高於機械掃描雷達，同時免去機械掃描雷達天線驅動裝置可能發生的故障。由于可以在极短的时间内迅速改变波束指向，电子扫描雷达比使用纯机械扫描的传统雷达有更强的多目标接战能力，边扫描边跟踪能力，以及空对空-空对地多模式同时工作的能力等等。
電子掃描天線使用的陣列包含「一維線性陣列」與「二維陣列」兩種，兩種陣列代表波束可以控制方向上的差異。

## 天線型態

### 頻率掃描
军事上很少有电子扫描雷达采用扫频的方式来控制波瓣指向，因此通常所说的“电扫”都是指“相位扫描”的相控阵雷达。但是早期的相控阵雷达上也有混合了扫频机制的例子，比如美国核动力导弹巡洋舰“长滩号”以及核动力航空母舰“企业号”上的SCANFAR雷达系统，其目标追踪子系统AN/SPS-33雷达就是对目标高度扫描采用频率扫描，而对目标方位角扫描采用相位扫描的机制工作的。

### 被动相控阵/无源相控阵

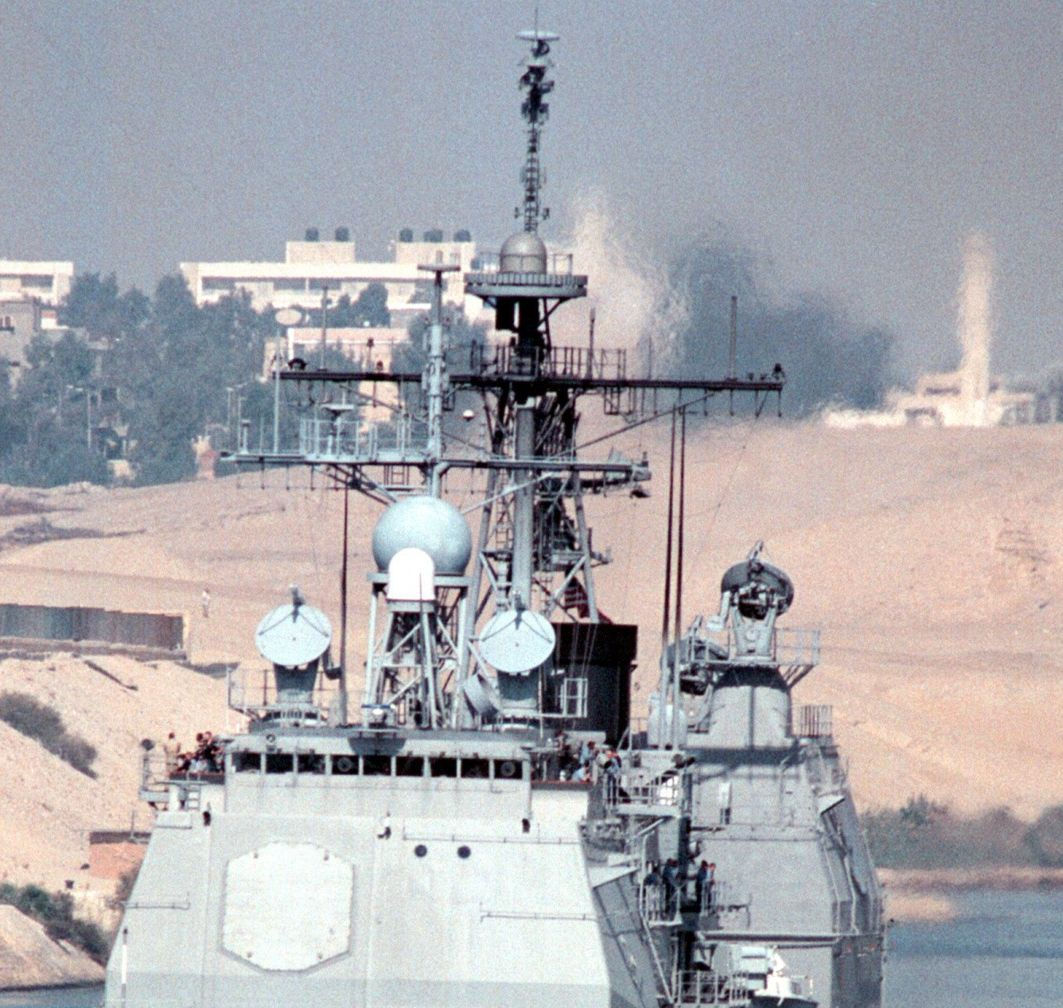
提康德羅加級飛彈巡洋艦之類神盾艦上的神盾系統就是以被動相位陣列雷達為主特徵

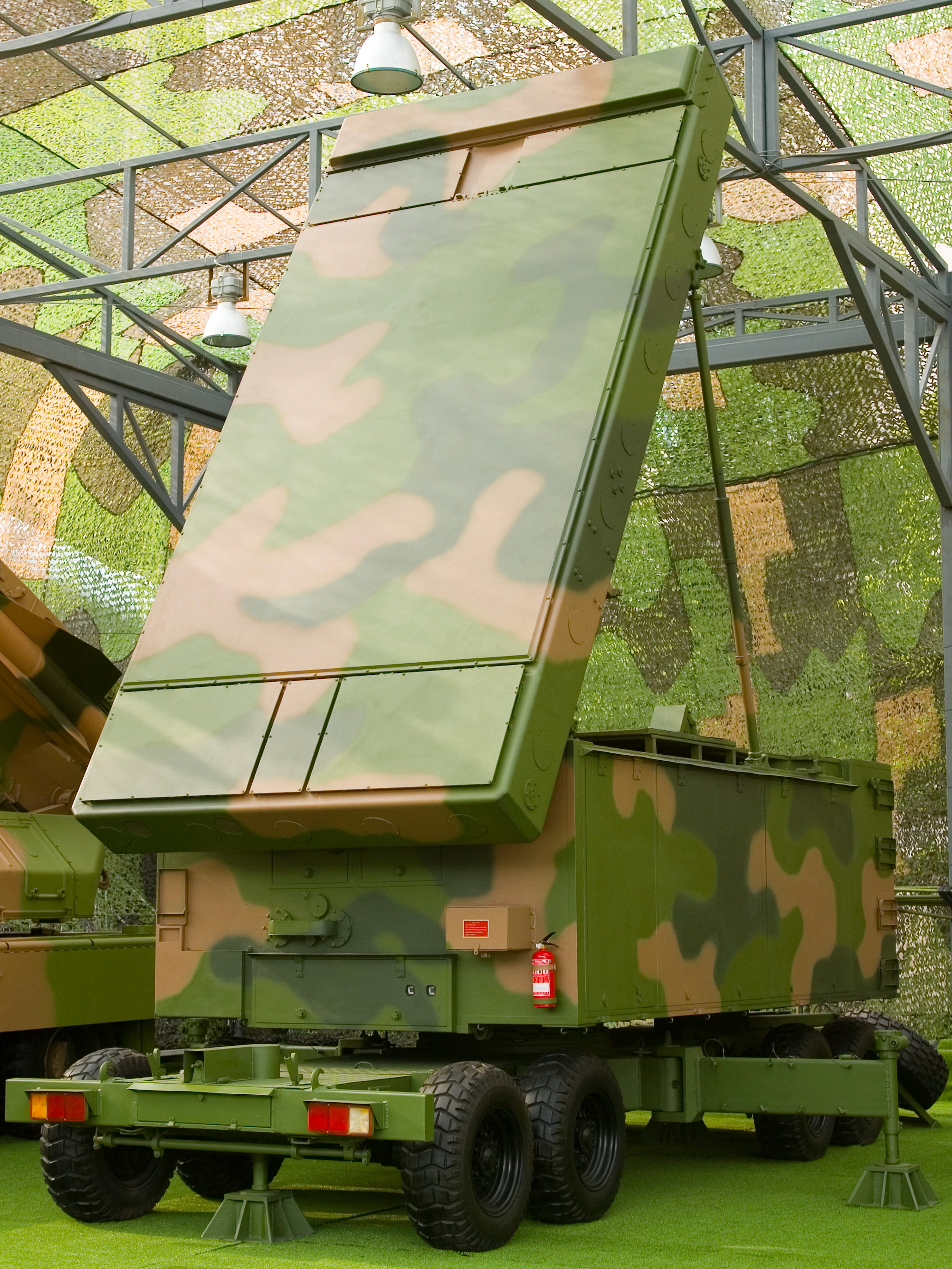
中國人民解放軍红旗-12飛彈的相控雷達車

### 
被動相位陣列雷达（英語：Passive phased array radar），是被動電子掃描陣列雷达的一種。英文“Passive”翻譯為“被動”或“无源”，意思是指天線表面的陣列單元只有改變「訊號相位」的能力而没有发射信号的能力，訊號的產生還是依靠天線後方的訊號產生器，经訊號放大器，再利用电磁波导或空间馈电方式傳送到陣列單元上面，接收時則反向而行。由於每個陣列單元自身不能作爲訊號源主動發射電磁波，所以被稱作被動相位陣列。
現在的被動相位陣列雷达多是以行波管產生訊號，這和最新的脈衝多普勒雷達產生訊號的方式一樣，區別主要在天綫上。
主動相位陣列雷达（英語：Active phased array radar），是主動電子掃描陣列雷达的一種。英文“Active”翻譯為“主動”或“有源”，意思是指天線表面的每一个陣列單元都完整地包含訊號產生、發射與接收的能力，也就是將訊號產生器、放大器等等全部縮小放在每一個陣列單元以內，天線不需要依靠訊號產生器以及導波管饋送訊號。由於每個陣列單元都可以單獨作爲訊號源主動發射電磁波，所以被稱作主動相位陣列。這是目前相位陣列天線發展的主流趨勢。
主動相位陣列的的每個單元只掃描一小塊固定區域。各個模組的訊號的相對相位經過適當調整，最後會強化訊號在指定方向的強度，並且壓抑其他方向的強度。在同樣的涵蓋範圍以內，不需要移動雷達天線也可以滿足掃描的需求。此雷達的電子零件需要「快速移相器」，而控制相位陣列也需要極高的計算能力。此雷達理論在二次大戰時提出，最早使用是用於地面的大型彈道飛彈預警雷達上面。空用系統最早是出現在美國空軍一架RC-135 Rivet Amber飛機上面進行試驗，這架飛機稍後發生意外墜毀。能夠使用在船艦上或者是軍用飛機上的小型化主動陣列技術要到1980年代才逐漸成熟，成本降低到可以接受的程度。
主動相位陣列的好處除了與被動相位陣列類似之外，由於取消導波管的配置，電磁波能量在傳送過程中的散失得以降低，能量輸出得以集中在波束上。此外，波束訊號的產生是在陣列單元上面，免除傳送的線路也就降低噪訊的影響。主動陣列天線在頻率的變換與多模式的同時運作方面比被動陣列更有效，當天線表面的陣列有部分受損或者是故障的情況下，雷達的性能會稍微降低，但是不會無法工作。主動陣列的天線在執行多工模式時，可以將雷達分為幾個區塊，各自發出波束同時執行不同的任務。而被動陣列則是以快速波束跳躍的方式在近乎同時的情形下執行多工掃描。由於主動陣列相比於被動陣列省略導波管造成的能量耗損，因此探測距離得以大幅延長，而被動相位陣列雷達的探測距離卻由於耗損而稍遜於同功率的傳統機械雷達。

## 使用型態

### 陸基系統
美國率先將大型電子掃描陣列雷達用作彈道飛彈预警雷达，如鋪路爪長程預警雷達，安裝於美國本土、英國、格陵蘭及臺灣。美國與前蘇聯、法国、英国、中国等太空大国都有部署類似的系統擔任警戒和监视太空的工作。这些大型预警雷达也被用于监控近地轨道航天器的运行情况，例如美国太空站“天空实验室”报废并再入大气层的时候，就联络了全球几乎所有可用的大型预警雷达全程监控坠落情况。
现代化的陆基区域防空导弹系统通常也使用相控阵雷达作为系统中最主要的预警和跟踪雷达，如美国的MIM-104“爱国者”系列防空导弹系统，前苏联的S-300系列防空导弹系统，臺灣的天弓系列防空飛彈系統，中国大陆的FT-2000防空导弹系统等。

### 空基系統

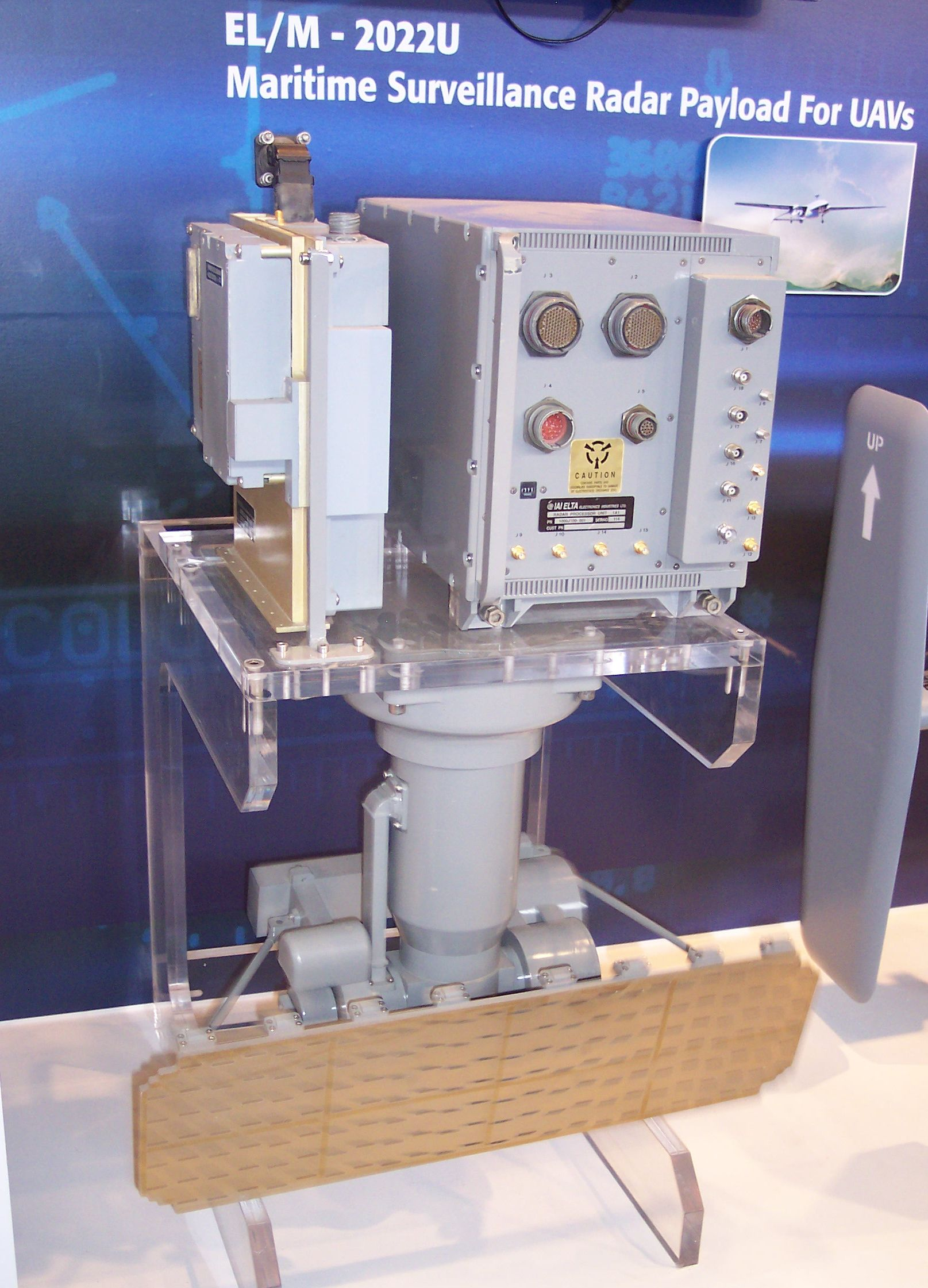
以色列EL/M-2022U機腹雷達

空基相控阵雷達最早出現在美國以C-135改裝的電子作戰飛機上面。机载相控阵雷达中使用无源相控阵的較多，使用主動陣列的只有Rivet Amber一架。除了电子战飞机以外，某些预警机或战场监视飞机也装备或计划装备相控阵雷达，而不是如同美国E-2或前苏联A-50那样的机械扫描雷达的圆盘状天线。
相控阵雷达也可以安裝在直接作战的军用飞机——戰鬥機、轟炸機上，蘇聯為MiG-31設計的SBI-16 Zaslon雷達是世界第一款使用在中小型軍用機種上面的相位陣列雷達，美國第一款裝置在非支援型軍用飛機上的相位陣列雷達是B-1B上的AN/APQ-164雷達。這兩款都是被動相位陣列。
第一种能夠安裝在中小型軍用機上的實用型主動相位陣列雷達是裝置在日本F-2戰鬥機上的J/APG-1，第二种則是美軍F-22猛禽戰鬥機上的AN/APG-77。现在，多种戰鬥機或攻擊機皆装备相控阵雷达。

### 海基系統
长滩号核动力导弹巡洋艦是第一艘裝備相位陣列雷達的軍艦，裝有四组固定式SPS-32/33型雷達。AN/SPY-1 3D相位陣列雷達是一種多功能雷達系統，拥有四面固定的无源相控阵天线，是神盾戰鬥系統的中樞。由於相列雷達的優點，一艘戰艦可以只用一個雷達系統充當海面偵蒐雷達（找船隻）、空中偵蒐雷達（找飛機與導彈）以及多目標射控系統。第三項是戰艦使用相列雷達的最重要理由。在引進相列雷達以前，導引一或两枚防空飛彈就需要一個射控雷達全力關注。一艘船因此只能與少數目標接戰。相列雷達能快速重新定向雷達波，快到足以模擬許多個射控雷達，導引許多防空飛彈。這是神盾系統接戰能力很強的原因之一。
类似的还有前苏联由陆基S-300衍生而来的S-300F海基防空导弹系统，其跟踪雷达也直接由陆基系统的相位陣列雷达改造而来，是旋转基座的单面被動相位陣列雷達，3P41型雷達裝備於基洛夫級巡洋艦一二三號艦前後两台，光榮級巡洋艦和基洛夫級巡洋艦四號艦後部裝備一台。“空中哨兵”四面固定陣列被動相控陣雷達裝備於和戈尔什科夫苏联海军元帅號航空母艦和庫茲涅佐夫海軍元帥號航空母艦。俄羅斯S-300FM和30N6E1型单面旋转被動相位陣列雷達裝備於基洛夫級巡洋艦四號艦前部和051C型驅逐艦。“5P-20K”四面固定阵列X波段有源相位陣列雷达，裝備在戈爾什科夫海軍元帥級巡防艦和改裝後的基洛夫級巡洋艦三號艦上。
中国人民解放军海军的四面固定式主动相位陣列346型雷達，在中華神盾系统中扮演核心角色。
日本三菱電機研製的FCS-3有源相控陣雷達裝備於日向級直升機護衛艦、秋月級驅逐艦、朝日級驅逐艦與最上級護衛艦，簡化型OPS-50則裝備於出雲級直升機護衛艦。
英國貝宜系統研製的SAMPSON雙面旋轉雷達裝備於45型驅逐艦。
法國泰雷茲集團的武仙座多功能雷达裝備於阿基坦級巡防艦和可畏級巡防艦。泰雷茲荷蘭公司的APAR四面固定陣列相控陣雷達裝備於七省級巡防艦、薩克森級巡防艦、伊萬·休特菲爾德級巡防艦。
義大利的Selex ES (現合併於李奧納多) 主導研發的EMPAR（歐洲多功能相控陣雷達）單面旋轉被動相位列陣雷達裝備於地平線級驅逐艦、卡洛·伯伽米尼級巡防艦和加富爾號航空母艦。
以色列的以色列航空工業ELTA系統部門的EL/M-2248 MF-STAR多功能有源相控陣雷達裝備於印度海軍的加爾各答級驅逐艦、維沙卡帕特南級驅逐艦與尼爾吉里級巡防艦，以色列海軍的薩爾5級（僅在拉哈維號上安裝）與薩爾6級巡防艦，以及韓國海軍的馬羅島號兩棲攻擊艦。
澳洲的CEA Technologies主導研發的CEAFAR（CEA 固態主動相控陣雷達）採用多面固定式主動相位列陣設計，裝備於澳洲皇家海軍的安札克級巡防艦（改良型）及未來的亨特級巡防艦。

## 外部連結
- 魯格雷達
- 高其瀚：相位陣列雷達與21世紀之艦隊防空[永久]
- AN/SPY-1平面陣列相位雷達，《海軍學術月刊》第38卷第11期
- Active Electronically Steered Arrays – A Maturing Technology （页面存档备份，存于）
- FLUG REVUE December 1998: Modern fighter radar technology
- Phased Arrays and Radars – Past, Present and Future
- Northrop Grumman white paper